# Ламот, Жозеф
Жозеф Ламот (фр. Joseph Lamothe; 9 сентября 1819, Порт-о-Пренс, Гаити — 31 августа 1891, Гонаив, Гаити) — гаитянский политический и государственный деятель. Временный президент Гаити в 1879 году.

## Ранняя биография
Вступив в армию, он принял участие в революции 1859 года, свергнувшей императора Фостена I Сулука и позволившей генералу Фабру Жеффрару захватить власть в стране. Сначала Ламот остается верным новому правительству. В течение двух лет, между 1859 и 1861 годами, он работал в полиции, но позже подал в отставку по личным мотивам и ушел из политической жизни.
В 1867 году, после свержения Жеффрара, он поддержал новую республиканскую конституцию и присоединился к силам генерала Ниссажа Саже, и сражался во время гражданской войны против диктатора Сильвена Сальнава.
После победы республиканских сил и восстановления конституции 1867 года он вошел в состав правительства нового президента Ниссажа Саже. Между 1870 и 1876 годами он занимал различные должности в администрациях Саже и Мишеля Доменга, сначала в качестве министра внутренних дел с 1873 по 1874 год, а затем в качестве постоянного члена Совета государственных секретарей.

## Президентство
Жозеф Ламот пришел к власти после отставки президента Пьера Теомы Буарон-Каналя 17 июля 1879 года.
25 июля он сформировал временное правительство вместе с другим высокопоставленным солдатом, генералом Эристоном Эриссе.
Очень быстро Жозефу Ламоту пришлось столкнуться с восстанием со стороны либералов и банкротством гаитянского государства. Государство больше не имело средств для выплаты заработной платы своим государственным служащим, не говоря о долгах иностранным государствам.
3 октября 1879 года временное правительство Ламота было свергнуто в результате военного переворота генерала Ришелье Дюперваля. Последний арестовал двух генералов. Вернувшись из ссылки, Лизьюс Саломон при содействии военных властей Порт-о-Пренса приказал разогнать это временное правительство. После этого, Саломон будет избран Национальным Собранием президентом Гаити.